# Општина Ведеа (Ђурђу)
Ведеа (рум. Vedea) општина је у Румунији у округу Ђурђу.
Oпштина се налази на надморској висини од 27 m.